# Last Look at Eden
Last Look at Eden es el octavo álbum de estudio de la banda de hard rock sueca Europe, el cual fue lanzado el 9 de septiembre de 2009 en Suecia por Universal y el 14 de septiembre de 2009 en el Reino Unido por el sello alemán Edel Music, bajo su marca internacional de rock earMUSIC.

## Historia
Con el regreso a los escenarios y estudios de grabación, la banda se mostró más afianzada en su nueva propuesta musical. Por lo tanto, hicieron un análisis con lo alcanzado recientemente y lo presentado en este disco.
El grupo describió a "Last Look at Eden" como un álbum moderno de rock retro.
"Esta vez, estamos tomando nuevos rumbos con nuestras canciones, y estamos explorando diferentes estilos musicales", afirmaron los músicos."Hay un ambiente definido de rock clásico en algunos de los temas... malditas canciones de rock de los 70's - pero las que hemos traído aquí y ahora".
Durante una entrevista con la estación de radio chilena Radio Universo, el vocalisata Joey Tempest dijo que "Last Look at Eden es más que un álbum de Europe como Secret Society y Start from the Dark. Last Look at Eden es un verdadero álbum de Europe”. Mientras tanto, el baterista Haugland dijo que Start from the Dark y Secret Society los habría llevado a Last Look at Eden, y Tempest agregó diciendo, "Tuvimos que hacer estos dos álbumes con el fin de hacer esto".
"Con los dos discos anteriores, estábamos muy concentrados en tratar de modernizar el sonido". dijo Tempest en una entrevista con la revista británica Classic Rock, "Esta vez hemos seguido a nuestro corazón y el alma. Es muy clásico y melódico su sonido. Es casi como que hemos dado una vuelta completa”
Europe estrenó una de sus canciones, "Mojito Girl", en el tour realizado por Chile en abril de 2009. Los otros dos temas "Last Look at Eden" y "Gonna Get Ready", fueron presentados por primera vez en un concierto en Noruega en mayo de ese año.
Ese mismo mes, la banda fue a Gotemburgo para trabajar con el director de cine Patric Ullaeus en su primer video musical y primer sencillo "Last Look at Eden"., el cual fue publicado el 8 de junio de 2009. Este audiovisual se considera uno de los más elaborados y profesionales de los que halla realizado Europe.
En agosto, la banda regresó una vez más a Gotemburgo para trabajar con Ullaeus en el vídeo de su segundo sencillo, "New Love in Town”, el cual fue publicado el 3 de septiembre de 2009.
Luego de una semana de su lanzamiento en Suecia, este álbum debutó en el puesto N.º 1 en los charts del país (Sverigetopplistan) por sus ventas masivas. En el Reino Unido, en cambio, tuvo un suceso muy discreto (N.º 125 en listas).
A finales de 2009, Europe fue nominado a un Premio Grammy en su país natal y logró un disco de oro por las ventas de Last Look at Eden.

## Lista de canciones
1. "Prelude" (Joey Tempest, Mic Michaeli, Tobias Lindell) – 0:52
2. "Last Look at Eden" (Joey Tempest, Andreas Carlsson, Europe) – 3:55
3. "Gonna Get Ready" (Joey Tempest, Andreas Carlsson, Europe) – 3:35
4. "Catch That Plane" (Joey Tempest, Europe) – 4:46
5. "New Love in Town" (Joey Tempest, Mic Michaeli, Andreas Carlsson, Europe) – 3:33
6. "The Beast" (Joey Tempest, John Levén, Europe) – 3:23
7. "Mojito Girl" (Joey Tempest, Europe) – 3:44
8. "No Stone Unturned" (Joey Tempest, Europe) – 4:48
9. "Only Young Twice" (Joey Tempest, John Norum, Europe) – 3:51
10. "U Devil U" (Joey Tempest, Europe) – 4:10
11. "Run with the Angels" (Joey Tempest, John Norum, Mic Michaeli, Europe) – 4:03
12. "In My Time" (Joey Tempest, Andreas Carlsson, Europe) – 6:15

### Edición limitada en digipak con bonus tracks
1. "Yesterday's News" [live] (Joey Tempest, Kee Marcello, John Levén, Mic Michaeli, Ian Haugland)
2. "Wake Up Call" [live] (Joey Tempest, John Norum)

### Edición limitada para coleccionistas
1. "Sign of the Times" [live] (Joey Tempest)
2. "Start from the Dark" [live] (Joey Tempest, John Norum)

### Edición japonesa con bonus track
1. "Scream of Anger" [live] (Joey Tempest, Marcel Jacob)

## Personal
Europe
- Joey Tempest – Vocales
- John Norum – Guitarras
- John Levén – Bajo
- Mic Michaeli – Teclados, coros
- Ian Haugland – Batería

Músicos adicionales
- Titiyo – Coros en pistas 4, 7, 12
- Kleerup – Coros en pistas 4, 7, 8, 12 y teclados y piano en pista 4
- Andreas Carlsson – Coros en pistas 2, 3, 5
- Magnus Sjölander – Percusión
- Orquesta Sinfónica Nacional Checa

Producción e ingeniería
- Producido por Tobias Lindell y Europe
- Mezcla e ingeniería por Tobias Lindell
- Masterizado por Vlado Meller en Universal Mastering Studios, Nueva York
- Grabdo y mexclado en Bohus Sound Studios, Gotemburgo
- Producción adicional porJoey Tempest y Mic Michaeli
- Grabaciones adiconales en Playyard Studios, Estocolmo por Per Stappe y Ronny Bernström; Studio 13, Estoclomo por Marcus Englof

Arte de la cubierta
- Dirección de arte y diseño por Dimitrios Dimitriadis de Nightshade Design Collective
- Fotos de la banda por Fredrik Etoall de Etoall Production

## Posiciones en listas
| Año  | Lista                | Máximo | Ref.   |
| ---- | -------------------- | ------ | ------ |
| 2009 | Swedish Album Chart  | 1      | [ 11 ] |
| 2009 | UK Albums Chart      | 125    | [ 12 ] |
| 2009 | French Record Charts | 86     | [ 13 ] |
| 2009 | Italian Album Chart  | 37     | [ 14 ] |
| 2009 | Czech Album Chart    | 45     | [ 15 ] |
| 2009 | German Albums Chart  | 31     | [ 16 ] |
| 2009 | Belgian Albums Chart | 89     | [ 17 ] |
| 2009 | Swiss Albums Chart   | 29     | [ 18 ] |